# 山珠南星
山珠南星（学名：Arisaema yunnanense）是天南星科天南星属的植物，其种加词“yunnanense”意为“云南的”。中国特有植物。分布在中国大陆的云南、贵州、四川等地，生长于海拔700米至3,200米的地区，多生于荒地、松栎混交林、荒坡、松林以及高山草地，目前尚未由人工引种栽培。

## 别名
长虫魔芋（云南广南） 小南星（植物名实图考） 半夏、刀口药、山包米、狗闹子（云南通海） 蛇饭果（云南景东） 山珠半夏（云南）

## 异名
- Arisaema talense Engl.
- Arisaema talense var. latisectum Engl.
- Arisaema trifoliatum Gagnep.